# Liste der Bischöfe von Garðar
Die Liste der Bischöfe von Garðar umfasst die Bischöfe des im Mittelalter gegründeten römisch-katholischen Bistums Garðar mit Sitz in Garðar.

## Bischöfe von Garðar
Die Beleglage zu den Bischöfen des Mittelalters ist äußerst dünn und ungenau. Die Liste ist auf Grundlage des unten angegebenen dritten Bands von Grønlands Historiske Mindesmærker (siehe S. 896–914 samt Querverweisen) erstellt.
| Amtszeit               | Name                                        | Anmerkung |
| ---------------------- | ------------------------------------------- | --- |
| möglicherweise ab 1055 | Adalbert/Albert                             | Erzbischof Adalbert von Bremen sandte 1055 verschiedene Personen in die nordischen Bistümer. Es ist umstritten, ob der nach Grönland ausgesandte A(da)lbert tatsächlich Bischof war.                                                                                   |
| 1056–?                 | Ísleifr Gizurarson                          | Erzbischof Adalbert von Bremen ernannte Ísleifr Gizurarson zum Bischof über Island und gab ihm dabei auch die Hoheit über die grönländische Kirchengemeinde. |
| 1112–1121              | Eiríkr upsi Gnúpsson                        | Eiríkr upsi Gnúpsson wird als erster Bischof Grönlands nach der Gründung des Erzbistums Lund genannt. Er fuhr 1121 nach Vinland und blieb dort. |
| 1124–1150              | Arnaldr                                     | Nachdem die grönländische Gemeinde 1123 um die Errichtung eines festen Bischofssitzes gebeten hatte, nachdem sie nicht mehr mit Eiríkrs Rückkehr rechneten, wurde Arnaldr von Erzbischof Asker zum Bischof ernannt. Er wird einmal versehentlich Haraldr genannt.      |
| 1150–1187              | Jón knútr (Jón I.)                          | Jón knútr (teilweise auch Jón kútr oder Jón krari/knari/kvaril genannt) löste Arnaldr als Bischof ab. Er starb 1187 im Amt. In seiner Amtszeit werden zwei Bischöfe namens Eiríkr und Haraldr genannt, die vermutlich Weihbischöfe waren.                              |
| 1188–1209              | Jón smyrill Sverrisfóstri Árnason (Jón II.) | Jón wurde ein Jahr nach dem Tod seines gleichnamigen Vorgängers ernannt und starb 1209 im Amt. |
| 1212–1230              | Helgi Ǫgmundsson                            | Helgi wurde drei Jahre nach dem Tod von Jón zum Bischof ernannt. Er starb 1230 im Amt. |
| 1234–1242              | Nicolás/Nikulás                             | Nicolás wurde 1234 vier Jahre nach Helgis Tod zum Bischof ernannt und starb 1242. |
| 1246–1280              | Ólafr                                       | Ólafr wurde 1246 vier Jahre nach dem Tod seines Vorgängers zum Bischof ernannt. Er starb 1280. |
| 1288–1314              | Þórðr bokki                                 | Þórðr wurde erst acht Jahre nach dem Tod von Ólafr zum Bischof ernannt und starb 1314. |
| 1314–1342              | Árni                                        | Árni wurde direkt nach dem Tod seines Vorgängers zum Bischof ernannt. Er schied offiziell 1342 aus dem Amt aus, da man glaubte er sei tot und deswegen einen Nachfolger einsetzte. Árni starb erst 1349 an der Pest.                                                   |
| 1342–1357              | Jón skalli Eiríksson                        | Jón wurde zu Árnis Nachfolger ernannt. Er fehlt in einer Bischofsliste und war womöglich nie in Grönland. 1357 wurde er zum Bischof von Hólar ernannt. |
| 1365–1378              | Álfr                                        | Álfr wurde erst 1365 zum Bischof ernannt. Er kam erst 1368 nach Grönland und es heißt, dass er zu diesem Zeitpunkt der erste Bischof in Grönland seit 19 Jahren (also seit Árnis Tod) war. Er starb 1378 im Amt. Álfr war der letzte in Grönland residierende Bischof. |

## Titularbischöfe von Garðar
Bei den Titularbischöfen ist die Beleglage ähnlich unsicher. Die Liste basiert vor allem auf Laurence M. Larsons unten angegebener Abhandlung und teilweise Grønlands Historiske Mindesmærker.
| Amtszeit           | Name                        | Anmerkung |
| ------------------ | --------------------------- | --- |
| um 1385–um 1391    | Henrik                      | Henrik war der erste Titularbischof. Seine Amtszeit ist unsicher. Er wurde zwischen 1383 und 1389 eingesetzt, vermutlich 1385. Er wird das letzte Mal 1391 erwähnt, wechselte nach Orkney und starb 1396. |
| 1401–?             | Berthold                    | Berthold wurde 1401 zum Bischof von Grönland ernannt. 1402 wurde er offenbar für sechs Monate von Bischof Peter von Strängnäs vertreten. 1407 vertrat Berthold Erzbischof Eskill von Nidaros. Vermutlich wurde er deswegen von 1408 bis 1409 von Weihbischof Eindriði Andreasson vertreten. Er wird letztmals 1426 erwähnt, war zu diesem Zeitpunkt aber wohl bereits nicht mehr im Amt. |
| (1411)–um 1425     | Jacob Peterson Treppe       | Obwohl ursprünglich Gegenbischof, setzte Jacob die Reihe der Titularbischöfe schließlich fort. |
| 1425–1431          | Robert Ringman              | Der Engländer Robert Ringman wird 1425 als Nachfolger des verstorbenen Jacob genannt. |
| 1431–1432          | Gobelinus Bolant (Volant)   | Der Deutsche Gobelinus Bolant amtierte nur ein Jahr, bevor er ins Bistum Børglum wechselte. |
| 1432–um 1432       | John Erler de Moys          | Der Deutsche war Gobelinus' Nachfolger. Er war vermutlich nur wenige Monate im Amt. |
| um 1432–1433       | Nikolaus                    | Bischof Nikolaus (auch Michael genannt) wird 1433 als verstorben erwähnt. |
| 1433–vor 1440      | Bartholomäus de St. Ypolito | Bartholomäus wurde 1433 durch Papst Eugen IV. als Nachfolger von Nikolaus zum Bischof ernannt. |
| vor 1440–nach 1450 | Gregorius                   | 1440 wird ein Gregorius als Bischof von Grönland erwähnt. Seine letzte Erwähnung geschieht 1450. |
| vor 1460–1483      | Anders Mus                  | Anders wird erstmals 1460 und letztmals 1476 als Bischof von Grönland erwähnt. |
| 1483–um 1492       | Jakob Blaa                  | Jakob wurde 1483 als Nachfolger von Anders zum Bischof ernannt und auch 1487 erwähnt. Er trat vermutlich freiwillig zugunsten von Matthias Knutsson zurück. |
| 1492–?             | Matthias Knutsson           | Matthias wurde 1492 zum Bischof ernannt mit dem Ziel, Grönland wiederzuentdecken, was jedoch nicht geschah. |
| 1519–?             | Vincentius Petersson Kampe  | Vincentius wurde 1519 zum Bischof von Grönland ernannt. Auch hier war der Plan die Einsetzung als Diözesanbischof, die jedoch nicht vollzogen wurde. |

## Gegentitularbischöfe von Garðar
Während des Abendländischen Schismas gab es einige weitere Titularbischöfe von Garðar.
| Amtszeit     | Name                  | Anmerkung |
| ------------ | --------------------- | --- |
| vor 1389     | Georgius              | Georgius wird in einem Dokument von 1389 als verstorbener Vorgänger von Peter Staras zum Bischof von Grönland genannt.                    |
| 1389–?       | Peter Staras          | Peter Staras wurde 1389 von Gegenpapst Clemens VII. zum Bischof von Grönland ernannt.                                                     |
| ?–1411       | Eskil                 | Eskil wird 1411 wegen seines Todes erwähnt. Er war womöglich Peter Staras' direkter Nachfolger.                                           |
| 1411–um 1425 | Jacob Peterson Treppe | Jacob wird als Bischof von Grönland in den Jahren 1411, 1417 und 1421 genannt, wobei er Eskils direkter Nachfolger war. Er starb um 1425. |